# ガリッサ大学
ガリッサ大学（ガリッサだいがく、英語: Garissa University College）は、ケニア共和国ガリッサ郡ガリッサに本部を置くケニアの国立大学。1996年創立、2011年大学設置。
大学の略称は、GUC。

## 概観
ガリッサ大学は、2011年9月9日にモイ大学の附属校として旧ガリッサ師範大学（Garissa Teachers Training College）の施設の中に設立された。旧北東州では唯一の国立高等教育機関であり、学位授与機関であった。教育学部（School of education）、情報学部（School of information science）、人文社会学部（School of arts and social sciences）の3つの学部を有する。
附属図書館の建物は1996年に建設され、当時は師範大学の男子寮として利用されていたが、2006年に大学図書館となり、図書館職員も配置された。
学長はアーメド・ワルファ教授（Prof. Ahmed Warfa）、副学長は財政・運営・計画担当のキリミ・キリアミティ教授（Prof. Kirimi Kiriamiti）と学術・学生担当のジュヌヴィエーヴ・ムワユリ教授（Prof. Genevieve Mwayuli）である。大学職員は75人である。

## 襲撃事件
2015年4月2日、銃を持った男らがガリッサ大学を襲撃し、少なくとも147人が死亡、79人が負傷した。銃撃した犯人はアル・シャバブのメンバーを名乗り、ムスリムの領土を占領した非ムスリムに対する報復であると主張した。犯人はキリスト教徒の学生を人質に取ったが、4人全員が射殺された。